# 夷陵郡
夷陵郡，中国隋朝时设置的郡。
大业三年（607年）改峡州置，治所在夷陵县（今湖北省宜昌市西北）。辖境相当今湖北省宜昌、宜都、远安等市县地。唐朝初年改名峡州。天宝初复名夷陵郡。下辖夷陵县（今湖北省宜昌市西陵区鼓楼街道）、远安县、宜都县、长阳县、巴山县（今湖北省长阳县鸭子口乡巴山村，749年废除）。乾元元年（758年）复改峡州。 
唐朝夷陵郡太守
- 窦承孝（天宝年间）
- 李巨（天宝末年）